# スルタン・アズラン・シャー空港
スルタン・アズラン・シャー空港（スルタン・アズラン・シャーくうこう、マレー語: Lapangan Terbang Sultan Azlan Shah、英語: Sultan Azlan Shah Airport）は、マレーシアのペラ州イポー (Ipoh) にある国際空港で、ペラ州の空の玄関口である。

## 概要
イポー市内中心部から6km 離れた街に位置する。
- 航空管制：マレーシア民間航空局
- 運用時間 (MST) ：24時間

## 沿革
2011年4月より2012年11月にかけて滑走路の200m延長、駐機場をボーイング737やエアバスA320を収容可能に拡大した。

## 統計
| 年   | 旅客数  | 航空機数 | 貨物トン数 | 貨物キロ数 |
| ---- | ------- | -------- | ---------- | ---------- |
| 2003 | 115,286 | 8,505    | 498        | 1,097      |
| 2004 | 103,123 | 7,075    | 735        | 1,620      |
| 2005 | 74,451  | 26,657   | 437        | 963        |
| 2006 | 64,711  | 30,626   | 357        | 787        |
| 2007 | 814     | 32,462   | 10         | 9,842      |
| 2008 | 5,376   | 2,183    | 0          | 0          |

## 就航航空会社と就航都市

### 国際線
| 航空会社       | 就航地                                         |
| -------------- | ---------------------------------------------- |
| ファイアフライ | シンガポール・チャンギ国際空港（シンガポール） |
| マリンド・エア | シンガポール・チャンギ国際空港（シンガポール） |
| タイガーエア   | シンガポール・チャンギ国際空港（シンガポール） |

### 国内線
| 航空会社       | 就航地                           |
| -------------- | -------------------------------- |
| ファイアフライ | スナイ国際空港（ジョホールバル） |
| マリンド・エア | スナイ国際空港（ジョホールバル） |

## 再拡張事業
大型機に対応するための空港の滑走路延長は、国道交通省から1億2千万リンギットを捻出した。